# Eric Wright (cầu thủ bóng đá)
Eric Wright (sinh ngày 31 tháng 8 năm 1980) là một cầu thủ bóng đá người Liberia (Hậu vệ) hiện tại thi đấu cho Invincible Eleven. Anh cũng là một thành viên của Đội tuyển bóng đá quốc gia Liberia.